# Gerald Patterson

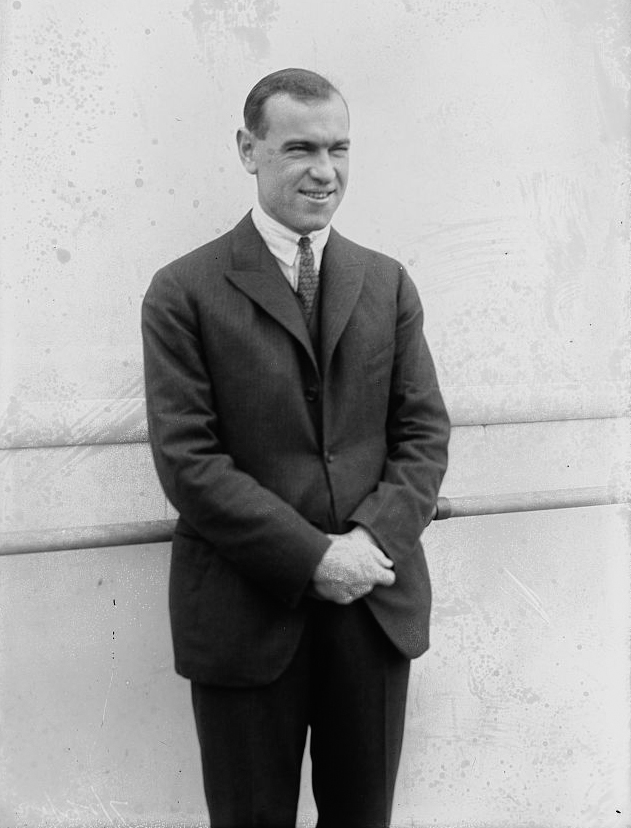
Gerald Patterson

Gerald Leighton Patterson (17 de diciembre de 1895 - 13 de junio de 1967) fue un jugador de tenis australiano que brilló a fines de los años 10 y en los años 20 del siglo XX, convirtiéndose en la segunda estrella internacional australiana tras Norman Brookes. Nacido en Melbourne, poseía un estilo de juego vertiginoso con un saque potente y frecuentes acercamientos a la red, además de una notable derecha.
Tras alcanzar la final de individuales y consagrarse campeón en dobles del Australasian Championships en 1914, peleó junto a la Armada australiana en la Primera Guerra Mundial, recibiendo una condecoración militar.
En 1919 despojó a Brookes de su título en Wimbledon, y juntos se consagraron campeones de dobles en el US Championships (siendo la primera pareja extranjera en lograr el título) y fue la carta principal del equipo australiano de Copa Davis que venció a Gran Bretaña en la final. Los periodistas especializados lo suelen ubicar como el co-N.º 1 del mundo de este año, junto al estadounidense Bill Johnston.
En 1920 perdió su título en Wimbledon a manos del estadounidense Bill Tilden. Logró reconquistarlo en 1922, aprovechando la ausencia de Tilden, venciendo en la final a Randolph Lycett. Si bien se mantuvo en alto nivel durante los años 20, su figura fue opacada por la de los estadounidenses Johnston y, sobre todo, Tilden, quienes poseían un juego más vistoso y arrasaron en la época, conquistando 7 títulos de Copa Davis de manera consecutiva entre 1920 y 1926. Las mayores alegrías de Patterson provinieron en el dobles, ganando 4 títulos más en el Australian Championships. Sus intentos por recuperar la Copa Davis se vieron truncados por los estadounidenses en las finales de 1922 y 1924 y por los "mosqueteros" franceses en 1925. Sus compatriotas lo bautizaron como "La catapulta humana" en referencia a su poderoso servicio. Adelantándose a su época, en 1925 usaba una raqueta con aro de acero encordada con alambres.
En 1927, con 31 años dio la última nota, ganando su primer título individual en el Australian Championships y su quinto en la modalidad de dobles.
Murió en su ciudad natal en 1967 y fue incorporado al Salón Internacional de la Fama del tenis en 1989.

## Torneos de Grand Slam

### Campeón Individuales (3)
| Año  | Torneo                   | Oponente en la final | Resultado             |
| 1919 | Wimbledon                | Norman Brookes       | 6-3 7-5 6-2           |
| 1922 | Wimbledon                | Randolph Lycett      | 6-3 6-4 6-2           |
| 1927 | Australian Championships | John Hawkes          | 3-6 6-4 3-6 18-16 6-3 |

### Finalista Individuales (4)
| Año  | Torneo                     | Oponente en la final | Resultado           |
| 1914 | Australasian Championships | Arthur O'Hara Wood   | 4-6 3-6 7-5 1-6     |
| 1920 | Wimbledon                  | Bill Tilden          | 6-2 2-6 3-6 4-6     |
| 1922 | Australian Championships   | James Anderson       | 0-6 6-3 6-3 3-6 2-6 |
| 1925 | Australian Championships   | James Anderson       | 9-11 6-2 2-6 3-6    |

### Campeón Dobles (6)
| Año  | Torneo                     | Pareja             | Oponentes en la final             | Resultado           |
| 1914 | Australasian Championships | Ashley Campbell    | Rodney Heath Arthur O'Hara Wood   | 7-5 3-6 6-3 6-3     |
| 1919 | US Championships           | Norman Brookes     | Vincent Richards Bill Tilden      | 8-6 6-3 4-6 4-6 6-2 |
| 1922 | Australian Championships   | John Hawkes        | James Anderson Norman Peach       | 8-10 6-0 6-0 7-5    |
| 1925 | Australian Championships   | Arthur O'Hara Wood | James Anderson Fred Kalms         | 6-4 8-6 7-5         |
| 1926 | Australian Championships   | John Hawkes        | James Anderson Arthur O'Hara Wood | 6-1 6-4 6-2         |
| 1927 | Australian Championships   | John Hawkes        | Ian McInness Arthur O'Hara Wood   | 8-6 6-2 6-1         |

### Finalista Dobles (8)
| Año  | Torneo                   | Pareja             | Oponentes en la final                    | Resultado            |
| 1922 | Wimbledon                | Arthur O'Hara Wood | James Anderson Randolph Lycett           | 6-3 9-7 4-6 3-6 9-11 |
| 1922 | US Championships         | Arthur O'Hara Wood | Vincent Richards Bill Tilden             | 6-4 1-6 3-6 4-6      |
| 1924 | Australian Championships | Arthur O'Hara Wood | James Anderson Norman Brookes            | 2-6 4-6 3-6          |
| 1924 | US Championships         | Arthur O'Hara Wood | Howard Kinsey Robert Kinsey              | 5-7 7-5 9-7 3-6 4-6  |
| 1925 | US Championships         | John Hawkes        | Richard Norris Williams Vincent Richards | 2-6 10-8 4-6 9-11    |
| 1928 | Wimbledon                | John Hawkes        | Jacques Brugnon Henri Cochet             | 11-13 4-6 4-6        |
| 1928 | US Championships         | John Hawkes        | John Hennessey George Lott               | 2-6 1-6 2-6          |
| 1932 | Australian Championships | Harry Hopman       | Jack Crawford Gar Moon                   | 10-12 3-6 6-4 4-6    |

### Campeón Dobles Mixto (1)
| Año  | Torneo    | Pareja          | Oponentes en la final          | Resultado |
| 1920 | Wimbledon | Suzanne Lenglen | Elizabeth Ryan Randolph Lycett | 7-5 6-3   |